# Cladocarpus septatus
Cladocarpus septatus är en nässeldjursart som beskrevs av Nutting 1900. Cladocarpus septatus ingår i släktet Cladocarpus och familjen Aglaopheniidae. Inga underarter finns listade i Catalogue of Life.